# إبراهيم فهمي المنياوي
إبراهيم فهمى المنياوى (15 مارس 1887 - يوليو 1957) هو من أوائل أساتذة الجراحة بكلية الطب بالقصر العينى.

## حياته ونشأته
- ولد إبراهيم المنياوى بالمنيا في 15 مارس 1887 م وتلقى علومه بالمرحلة الابتدائية في مدرسة أسيوط الابتدائية ثم انتقل إلى الإسكندرية حيث تلقى علومه بالمرحلة الثانوية وبعد اجتيازه امتحان البكالوريا التحق بمدرسة الطب المصرية وتخرج فيها 1907 م وكان عدد الخريجين في ذلك الوقت ثمانية عشر طالبا منهم سبعة عشر مصرياً وطالب واحد يهودى الجنسية أما الأول بينهم فكان إبراهيم المنياوى لذلك أرسلته الحكومة المصرية إلى لندن لاستكمال دراسته مع زميله الأستاذ أحمد شفيق فكان أول مصري ينال زمالة كلية الجراحين الملكية من لندن مع زميله الدكتور أحمد شفيق عام 1912 م.[2]

## مسيرته[3]
- أول مصري ينال زمالة كلية الجراحين الملكية من لندن عام 1912 م
- تخرج على يديه معظم أساتذة الجراحة من الجيل الأول
- أحد مؤسسى المستشفى القبطى بالقاهرة الذي تم افتتاحه عام 1926
- كان عضوا في مجلس الشيوخ له مكانته المرموقة ومواقفه المشرفة
- لما قامت ثورة 1952 حاز الدكتور المنياوى على ثقة رجالها فكان بين الأعضاء الذين عهد إليهم وضع مشروع الدستور
- وقع عليه الاختيار ليمثل الأقباط في مجلس الأمة وعن المصرين عموماً عن قسم الأزبكية
- انتخب وكيلاً لالمجلس الملي العام عام 1944 وظل في عضويته ست دورات كاملة أي ما يقرب من الثلاثين عاما

### عمله بمجال الطب[4]
كان بارعاً في مجال الجراحة فتخرج على يديه معظم أساتذة الجراحة من الجيل الأول. يذكر عنه أن المندوب السامى البريطانى وقتذاك أصيب وكان طبيبه الإنجليزي الخاص في إجازة خارج مصر فلم يأمن لأى طبيب يعالجه حتى ذكر له اسم الدكتور إبراهيم فهمى المنياوى فوثق به وتولى علاجه وقد سجل المندوب السامى البريطانى هذه الواقعة في أوراقه الخاصة التي كان يسجلها عن مصر.
كانت الجمعية الخيرية القبطية الكبرى قد أسست مستوصفا في سنة 1908 في منزل بشق الثعبان بشارع كلوت بك وجعلته قاصرا على معالجة فقراء الجمعية، وفي أوائل عام 1911 رأت الجمعية أن الحاجة ماسة لإنشاء أقسام داخلية للجراحة والتمريض فجهزت جميع شقق المنزل بأدواره الثلاثة بالأسرة والأثاث والآلات الجراحية اللازمة وتولى الإدارة الدكتور حبيب الخياط والدكتور ملتون. وعندما ضاق هذا المستشفى عن قبول المرضى بالأقسام المختلفة استأجرت منزلاً كبيراً بالشارع العباسي (أمام محطة كوبرى الليمون) وبعد أن أصلحته إصلاحا تاما افتتحته في 14 يونيو 1913 وأسند قسم الجراحة إلى الدكتور حبيب خياط وكان نائبه الدكتور إبراهيم المنياوى طوال الفترة من 1913 حتى 1926 وعندما تعذر مجئ الممرضات الأجنبيات بسبب الحرب العالمية الأولى، شرعت إدارة المستشفى في إنشاء قسم لتعليم الفتيات المصريات فن التمريض، وكان الإقبال عليه عظيما، وتولى الدكتور المنياوى مسئولية تدريس التمريض الجراحى والتعقيم. وعندما عزمت الجمعية على بناء مستشفى كبير وهو المستشفى القبطى الذي تم افتتاحه عام 1926 تولى الدكتور إبراهيم المنياوى رئاسة قسم الجراحة به وأصبح عضوا بالمجلس العام للجمعية في خلال الفترة 1936-1940 وكان هذا المستشفى قد جمع خيرة الأساتذة الأطباء والأقباط كما كان محط أنظار المرضى حتى صار من المعالم القبطية في القاهرة.
وظل الدكتور المنياوى في مهنته بالقصر العينى جراحاً ممتازاً يرفض الظلم على نفسه أو زملائه أو طلبته. يدفع ظلم الإنجليز عن مساعدى الأساتذة المصرين ويدفع ظلم حديثى التخرج وكان يحرص كل عام أن يسافر إلى أوروبا ليزور مستشفياتها ويقف على كل جديد في علم الجراحة وكذلك كان حرصه على زيارة القدس والأماكن المقدسة بها
 

### دوره في العمل الوطنى
كان عضوا في مجلس الشيوخ له مكانته المرموقة ومواقفه المشرفة. فلما قامت ثورة 1952 حاز الدكتور المنياوى على ثقة رجالها فكان بين الأعضاء الذين عهد إليهم وضع مشروع الدستور وكان العضو الذي وقع عليه الاختيار ليمثل الأقباط في مجلس الأمة وعن المصرين عموماً عن قسم الأزبكية.
 

### عمله بالمجلس الملى العام
طالب الأقباط بإعادة لائحة المجلس الملى العام التي صدرت عام 1883 ليتمكنوا من إدارة الأوقاف وكان إبراهيم المنياوى من أبرز المطالبين بذلك وتكلل مجودهم بالنجاح بصدور القانون رقم 19 سنة 1927 محققا لأملهم معطيا المجلس الملى الحق في إدارة الأوقاف وتنفيذاً لهذا أجريت انتخابات المجلس الملى سنة 1928 فكان الدكتور المنياوى في طليعة المنتخبين لعضوية المجلس وظل في عضويته ست دورات كاملة أي ما يقرب من الثلاثين عاما.  وفي عام 1944 انتخب وكيلاً للمجلس الملى. كذلك ركز جهوده لترشيح الأنبا مكاريوس- مطران أسيوط – للكرسى البابوى لما رأى فيه من قداسة وتقوى وميل للإصلاح فتزعم السعى لنجاحه في الانتخبات وما أن استقر الأنبا مكاريوس على كرسى القديس مرقس حتى حصل منه الدكتور المنياوى على وثيقة الإصلاح الأولى التي تمكن المجلس الملى من إدارة الأوقاف وصرف إيرادها على أوجه الإصلاح ولو أن انحياز الدكتور المنياوى لترشيح الأساقفة والمطارنة للكرسى البابوى كان نقطة خلاف بينة وبين الأستاذ حبيب المصري الذي كان يرى ضرورة التمسك بالتقاليد الكنسية العريقة، وعلى اثر ذلك بعد اختيار الأنبا مكاريوس ليكون البطريك 144 تقدم حبيب المصري باستقالته من عضوية المجلس الملى العام واستمر الدكتور المنياوى في المجلس لكن المشاكل التي حدثت في عصر البابا مكاريوس حالت دون قيام الدكتور المنياوى بتنفيذ المشاريع الإصلاحية التي كان ينشدها. وبعد وفاة البابا مكاريوس اتجه المجلس الملى ووكيلة الدكتور المنياوى إلى تدبير المال اللازم للقيام بما يمكن عمله من إصلاح، فباع الكثير من الخرائب المملوكة للمجلس وابتنى بقيمتها دار الأنبا رويس (الكائنة الآن) وقد تكلفت حوالى 120 ألف جنيه ووضع فيها الأساس للأصلاح: مدرسة ثانوية على غرار مدرسة سان مارك بالإسكندرية لتكون عنوانا للأقباط ونشاطهم العملى وتتدرج إلى كلية أهلية ومدرسة أكليريكية تكون نواة إصلاح الأكليروس وتخرج رجال كهنوت مثقفين يتولون رعاية الشعب القبطى رعاية واعية بدلا من أسلوب الوعظ الخالى من التعليم، كذاك أسس بها قاعة كبرى للاجتماعات تلقى فيها المحاضرات الثقافية العامة والاجتماعية وفي عام 1953 اختير من قبل الحكومة ليكون عضوا في لجنة سن لائحة جديدة للشئون القبطية، كما كان حريصا كل الحرص على علاقة الكنيسة القبطية الأم بالكنيسة اللآثيوبية، فذهب إلى أثيوبيا ساعيا في ذلك لتوثيق العلاقة بين الكنيستين.
وعندما اضطربت أحوال الكنيسة في عهد البابا يوساب الثاني البطريرك 115 حرص على إصلاح الحال ولكنة يئس من الإصلاح فانتحى جانبا حتى تنصلح لأحوال. والذي يثير الإعجاب في شخصيته انه برغم اختلافه مع المجلس الملى في موضوع الإصلاح هذا لم يتخل إطلاقا عن واجباته فتعاون مع المجلس في كل أمور الأقباط ماعدا هذا الأمر.

### أوسمة
نيشان النيل الخامس انعم بيه عليه ملك مصر فؤاد الاول سنة 1931.